# Chris Fismer
Christiaan Loedolff Fismer (né le 30 septembre 1956 à Pretoria en Afrique du Sud) est un avocat et un homme politique sud-africain, membre du parti national, membre du parlement (1987-1996), ministre des services généraux (1995-1996) et ministre des affaires provinciales et du développement constitutionnel (mars-juin 1996) dans le gouvernement d'union nationale de Nelson Mandela.

## Biographie
Durant ses années universitaires en commerce et en droit, Chris Fismer s'engage dans le syndicalisme étudiant et devient le président de la branche jeunesse au Transvaal du parti national (1984-1985). Inscrit au barreau de Pretoria, il travaille comme procureur au tribunal de première instance de Pretoria avant de se mettre à son compte. En 1987, il se fait élire au parlement dans la circonscription de Rissik et grimpe les échelons de la hiérarchie interne du parti national au Transvaal.
En 1991, le président Frederik de Klerk, ancien chef du parti au Transvaal, le nomme à la Convention pour une Afrique du Sud démocratique (CODESA) pour représenter le parti national au sein des groupes de travail chargé du calendrier de négociation et de l'exécution des décisions. En 1993, il est nommé adjoint parlementaire et politique de F.W. de Klerk ce qui lui donne le grade de sous-ministre.
À la suite des premières élections générales au suffrage universel et non racial d'avril 1994, Fismer est nommé ministre-adjoint à la Justice dans le gouvernement d'unité nationale (GNU) de Nelson Mandela. Il est également élu chef du parti national pour la nouvelle province du Transvaal oriental.
En janvier 1995, Fismer est nommé au poste de ministre des Affaires générales puis en mars 1996 devient le ministre des affaires provinciales et du développement constitutionnel. Il quitte la vie politique nationale en juin 1996 lors du retrait du gouvernement du parti national.
En 1999, il apporte publiquement son soutien au congrès national africain lors des élections générales.

## Sources
- Biographie
- Présentation de Fischer, South African Bar (1994)
- Former Np Cabinet Minister Says He'll Vote For The ANC, Sapa, 15 mai 1999